# Lisos
Lisos (gr. Λυσός) – wieś w Republice Cypryjskiej, w dystrykcie Pafos. W 2011 roku liczyła 205 mieszkańców.